# Paroedura homalorhina
Paroedura homalorhina är en ödleart som beskrevs av  Angel 1936. Paroedura homalorhina ingår i släktet Paroedura och familjen geckoödlor. IUCN kategoriserar arten globalt som livskraftig. Inga underarter finns listade i Catalogue of Life.